# Энслин, Гудрун
Гу́друн Э́нслин (нем. Gudrun Ensslin, 15 августа 1940, Бартоломе — 18 октября 1977, Штутгарт) —  западногерманская террористка, одна из основательниц и идейных лидеров Фракции Красной армии.

## Биография
Родилась в 1940 году в Бартоломе на юге Германии. Её отец, евангелический пастор, был видным теологом и художником, прямым потомком Гегеля. В Тюбингенском университете Гудрун изучала германистику, славистику, англистику, философию, социологию и педагогику.
В 1963 году вместе со своим однокурсником и другом Бернвардом Веспером основала в Тюбингене небольшое издательство, которое выпустило антологию немецких стихов «Против смерти. Голоса немецких писателей против атомной бомбы» и сборник стихов сторонника Франко Херардо Диего. Из полного собрания сочинений Вилла Веспера, запланированного после смерти отца Бернварда Веспера в 1962 году, в конечном итоге вышел только один том. В рецензии, опубликованной газетой Das deutsche Wort в сентябре 1963 года, Энслин назвала это издание «задачей национальной Германии». При этом она описала Вилла Веспера, известного близкими к национал-социализму произведениями и одами Гитлеру, как «самого занимательного и остроумного поэта, который был в Германии в этом столетии».
Переехав в Западный Берлин, Энслин и Веспер во время федеральной избирательной кампании 1965 года агитировали за Вилли Брандта. В 1967 году в экспериментальном короткометражном фильме режиссёра Али Лимонади «Абонемент» она сыграла модель, которая, в отличие от своего фотографа, не проявляет ни малейшего интереса к ежедневной газете Die Welt издательства Axel Springer.
13 мая 1967 года Гудрун Энслин родила сына Феликса, крёстным отцом которого стал лидер студенческого движения Руди Дучке. Летом 1967 года она познакомилась с Андреасом Баадером и в феврале 1968 года рассталась с Бернвардом Веспером, а их сын переехал жить к отцу после её ареста в начале апреля 1968 года. По инициативе Гудрун Энслин в сентябре 1969 года права отца были ограничены, и Феликс Энслин был передан приёмным родителям. Бернвард Веспер покончил жизнь самоубийством в мае 1971 года.
После убийства студента Бенно Онезорга 2 июня 1967 года участвовала в студенческих волнениях и во внепарламентской оппозиции. После политически мотивированного поджога двух универмагов 2 апреля 1968 года во Франкфурте-на-Майне Энслин была арестована и, как Андреас Баадер, Торвальд Пролль и Хорст Зёнляйн, приговорена к трём годам тюремного заключения. После вынесения предварительного приговора обвиняемые были первоначально освобождены, поскольку они подали апелляционную жалобу. После того как Федеральный суд отклонил апелляцию ответчика и приговор стал окончательным, в сентябре 1969 года Энслин вместе с Баадером бежала в Италию. В январе 1970 года они вернулись в Западный Берлин, где Баадер был арестован 4 апреля 1970 года.
14 мая 1970 года Энслин и Ульрика Майнхоф организовали освобождение Баадера, которое положило начало активной деятельности Фракции Красной армии (РАФ), названной в прессе «группой Баадера-Майнхоф».
После освобождения Баадера последовали многочисленные ограбления банков с целью финансирования подпольной жизни и других действий. Группа прошла военную подготовку в палестинском лагере в Иордании. Вернувшись в ФРГ, она совершила новые ограбления банков и пять взрывов бомб. Гудрун Энслин участвовала в «майском наступлении» РАФ, в ходе которого в общей сложности погибли четыре человека.
7 июня 1972 года её арестовали в модном бутике в Гамбурге. Продавщица заметила в её куртке оружие и вызвала полицию. Энслин доставили в специально построенное крыло строгого режима тюрьмы Штутгарт-Штамхайм. Судебные заседания над ней и другими членами РАФ проходили в построенном для этих целей многофункциональном зале. Магнитофонные записи судебных заседаний, сделанные в период с августа 1975 года по февраль 1977 года, были частично опубликованы и сейчас находятся в Государственном архиве Баден-Вюртемберга. Среди них и заявление Энслин по поводу атак РАФ. В апреле 1977 года Высший земельный суд Штутгарта приговорил Энслин к пожизненному заключению. Решение не было окончательным из-за рассмотрения апелляции.
Согласно официальной версии, 18 октября 1977 года Энслин, как Андреас Баадер и Ян-Карл Распе, покончила жизнь самоубийстивом, повесившись с помощью кабеля громкоговорителя. Ирмгард Мёллер, единственная оставшаяся в живых в «ночь смерти в Штамхайме», и адвокаты заключённых утверждали, что это было не коллективное самоубийство, а скорее убийство по заказу государства. По мнению прокуратуры Штутгарта, эти обвинения опровергнуты как теории заговора.
Гудрун Энслин похоронена в общей могиле с Андреасом Баадером и Яном-Карлом Распе на кладбище Дорнхальден в Штутгарте.

## Кинематограф
«Свинцовые времена» — основанный на реальных событиях художественный фильм 1981 года, посвященный истории жизни Энслин и её сестре Христиане Энслин, которая не поверила в официальную версию самоубийства и многие месяцы посвятила поискам доказательств того, что Гудрун была убита. В роли «Марианны» — Барбара Зукова.
Немецкий фильм «Stammheim — Die Baader-Meinhof-Gruppe vor Gericht» (1986). В роли Гудрун — Сабина Вегнер (нем. Sabine Wegner).
Немецкий телефильм «Todesspiel» (1997). В роли Аня Хоффман (нем. Anya Hoffmann).
«Комплекс Баадера — Майнхоф» — художественный фильм об истории Фракции Красной Армии. Премьера фильма состоялась 18 сентября 2008 года (Германия). Режиссёр — Ули Эдель. В роли Гудрун — Йоханна Вокалек.
В 2002 году был снят художественный фильм «Баадер», в котором факты смело мешаются с вымыслом (например, Баадера драматично убивают, поймав в ловушку в гараже). В роли Гудрун — Лаура Тонке (нем. Laura Tonke).
В 2011 году в Германии вышел Фильм «Если не мы, то кто» (нем. «Wer wenn nicht wir»). Режиссёр Андрес Вейль (Andres Veiel). История взаимоотношений Гудрун с её мужем Бернвардом и Баадером, предыстория «немецкой осени». В роли Гудрун — Лена Лауземис (Lena Lauzemis).
В 2019 году - фронтмен группы Rammstein Тилль Линдеманн в новом клипе под названием Deutschland предстаёт в образе Гудрун.